# Björn Nordström
Björn Nordström, född 1959, är en svensk författare och journalist.

## Karriär
1987–1988 arbetade han i London som korrespondent för Tidningen Folket och 1988–1989 som frilans i Sydney i Australien för främst Dagens Nyheter. Från 1992 till 1996 var han stringer för Dagens Nyheter i Sydney, där han även skrev för bland andra Expressen, Vagabond, Tidningen Res, Café och Elle samt rapporterade för programmet Morgonpasset i Sveriges Radio.
År 1994 tilldelades han Cancerfondens journalistpris för bästa reportage om cancer. ”För ett skakande, upplysande och väl genomarbetat reportage om den ökande risken för hudcancer som är en följd av överdrivet solande. Reportern har med noggrannhet och kunnighet skildrat människors utsatthet för en annalkande miljöfara och samhällets försök att hindra en katastrofal utveckling”, skrev juryn i sin motivering.
Som författare har Nordström skrivit guideböcker om Australien: Nordströms Sydney eller Varför man bör ha tagit simborgarmärket när hajlarmet går (1995), Australien : en guidebok (2000), Australiens östkust: en guidebok (2004) och Australien: en guidebok (2004). Den sistnämnda har även översatts till norska.
Han har dessutom varit medförfattare till två guideböcker om Grekland: Grekland: Handbok för ö-älskare (1997) och Kreta: praktisk kartguide i fickformat (2005).
Utöver dessa har han även medförfattat och varit redaktör för Tusen svenska klassiker (2009), Tusen klassiker (2012),., Två tusen klassiker (2012) och Svenska sportklassiker (2015).
Som journalist har han arbetat på tidningar som Dagens Nyheter, Göteborgs-Posten, Göteborgs-Tidningen, Värmlands Folkblad och Tidningen Folket.
År 2001 fick Björn Nordström utmärkelsen European journalist of the year, ett pris som delades ut av Australian Tourist Commission, för ”personliga, kunniga, inspirerande och entusiastiska artiklar”.  
Han har anlitats som Australien- och Greklandsexpert av tidningar, radio och tv ett flertal gånger, bland annat i P3, P4 och TV4:s morgonsoffa.
År 2006 blev Björn Nordström australisk hedersmedborgare och erhöll Certificate of Australian Citizenship. Ansökan gjordes på grundval av fyra guideböcker och drygt 700 artiklar om Australien, de flesta publicerade i Dagens Nyheter.

### Fotnoter
1. 1 2  ”Björn Nordström”. Norstedts. Arkiverad från originalet den 3 oktober 2012. https://web.archive.org/web/20121003234003/http://www.norstedts.se/forfattare/Alfabetiskt/N/Bjorn-Nordstrom/. Läst 15 juni 2012.
2. ↑  ”Björn Nordström”. Libris.kb.se. http://libris.kb.se/hitlist?q=%22Bj%C3%B6rn+Nordstr%C3%B6m%22&r=&f=simp&t=v&s=rc&g=&m=10. Läst 15 juni 2012.
3. ↑  Tusen klassiker Arkiverad 12 mars 2013 hämtat från the Wayback Machine.. Norstedts. Läst 2013-03-29.